# Фленсбургское правительство
Фленсбургское правительство, также известное как «Фленсбургский кабинет» и «правительство Дёница» (нем. Flensburger Regierung, нем. Flensburger Kabinett, нем. Regierung Dönitz) — правительственный орган исполнительной власти нацистской Германии, кратковременное немецкое правительство, которое пыталось управлять ещё не оккупированной территорией Германии на протяжении большей части мая 1945 года в конце Второй мировой войны в Европе. Правительство было сформировано после самоубийства Адольфа Гитлера во время битвы за Берлин 30 апреля 1945 года, во главе его стоял гросс-адмирал Карл Дёниц.
Правительство называлось «фленсбургским», поскольку город Фленсбург, находящийся недалеко от границы с Данией, был местопребыванием Дёница и его окружения. В связи с быстрым продвижением войск антигитлеровской коалиции на территорию Германии, фактическая юрисдикция этого правительства распространялась лишь на узкую полосу земли — от австрийской границы до Берлина и датской границы, причём после 8 мая 1945 года оно реально контролировало только Фленсбург и окрестные территории. 23 мая 1945 года все члены Фленсбургского правительства были арестованы англо-американской оккупационной администрацией, вследствие чего оно прекратило своё существование.

## Создание

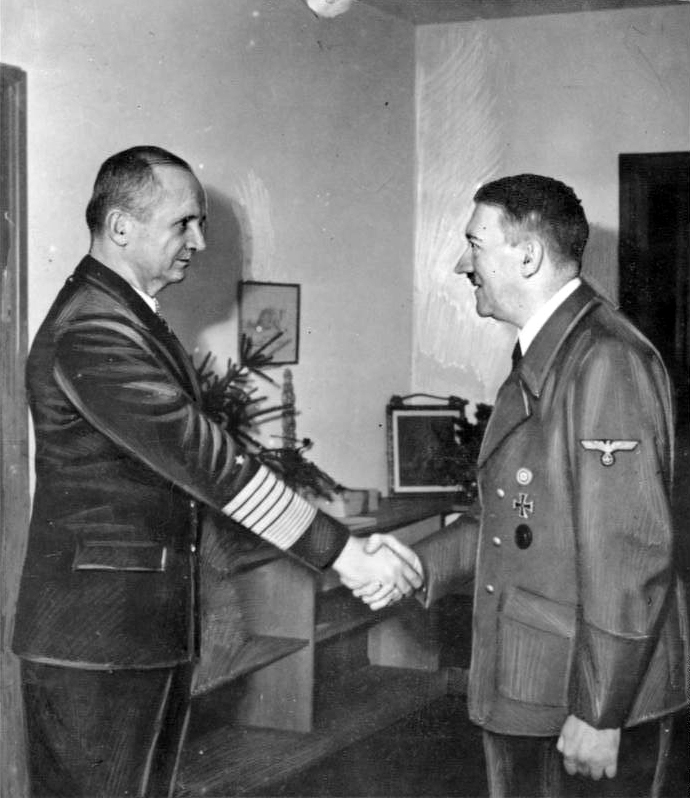
Дёниц (слева) на встрече с Гитлером в фюрербункере, 1945

В своём политическом завещании Гитлер назначил Дёница преемником. Дёниц был назначен не фюрером, а рейхспрезидентом, должность которого Гитлер фактически упразднил в 1934 году после смерти Гинденбурга, став фюрером, и одновременно рейхспрезидентом и рейхсканцлером Германии. Министр пропаганды Йозеф Геббельс стал новым рейхсканцлером, а Мартин Борман — «министром партии», что де-факто дало ему контроль над НСДАП. В этом же завещании Гитлер обвинил Геринга и Гиммлера в предательстве и исключил их из партии и правительства. Геринг в это время находился в Баварии под арестом и надзором СС, Гиммлер со своим штабом был во Фленсбурге.
1 мая 1945 года Дёниц узнал о том, что Гитлер покончил с собой, и о том, что он (Дёниц) назначен рейхспрезидентом. В тот же день совершил самоубийство Геббельс, а Борман, как сообщалось, покинул фюрербункер вместе со многими другими его обитателями пошедшими на прорыв. Тогда Дёниц попросил Людвига Шверина фон Крозига (бывшего министра финансов) заменить Геббельса на посту канцлера. Крозиг поначалу категорически отказался, но в итоге они с Дёницем сошлись на том, что Крозиг станет «премьер-министром» («министром-руководителем», Leitender Minister).
В ночь с 1 на 2 мая 1945 года Дёниц выступил со своим первым радиообращением к нации, в котором сообщил о «героической смерти» Адольфа Гитлера и о том, что война будет продолжаться «во имя спасения Германии от разрушения наступающими большевиками». Однако ещё до своего вступления в должность он понимал, что Германия стоит на грани краха, и вермахт уже не может оказывать реальное сопротивление. В период своего короткого правления большую часть усилий он приложил к тому, чтобы заключить сепаратный мир с западными союзниками по антигитлеровской коалиции.
Правительство Шверина фон Крозига, номинальный кабинет министров Фленсбургского правительства, провело своё первое совещание в Мюрвике рядом с Фленсбургом (ныне Мюрвик является частью Фленсбурга) 5 мая 1945 года.

## Деятельность
По настоянию Дёница фельдмаршал Вильгельм Кейтель и генерал Альфред Йодль продолжали осуществлять посильную связь и координацию действий германских войск на всех фронтах.
5 мая 1945 года Дёниц послал адмирала Ганса-Георга фон Фридебурга (своего преемника на посту главнокомандующего ВМС Германии) к генералу армии США Дуайту Эйзенхауэру в его штаб-квартиру в Реймсе (Франция), чтобы начать переговоры о капитуляции Германии перед англо-американскими войсками на западе. Йодль также прибыл туда чуть позже. Дёниц приказал им затягивать переговоры как можно дольше, чтобы как можно больше германских войск и беженцев могли за это время передислоцироваться на запад Европы и сдаться именно западным державам. Однако Эйзенхауэр заявил, что не потерпит подобных происков, и угрожал закрыть фронт, что означало бы, что германские солдаты, попытавшиеся пересечь его линию, будут убиты, а остальным придётся сдаваться советским войскам. В итоге Дёниц уполномочил Йодля подписать акт о безоговорочной капитуляции в 1:30 утра 7 мая 1945 года. Этот акт о капитуляции содержал фразу о том, что «все силы, находящиеся под германским контролем, должны прекратить активные боевые действия в 23:01 по центральноевропейскому времени 8 мая 1945 года». По настоянию Сталина 8 мая 1945 года (незадолго до полуночи) процедура подписания была повторена в Берлине перед маршалом Жуковым от СССР, представлявшим Великобританию маршалом авиации Артуром Теддером и выступавшим в качестве представителя Эйзенхауэра (он подписался как «Верховный Главнокомандующий Союзных экспедиционных сил», хотя на деле был заместителем Верховного Главнокомандующего) генералом американских ВВС Карлом Спаатсом от США. От Германии второй акт о капитуляции подписали фон Фридебург, Кейтель и Штумпф. В это время Вторая мировая война в Европе официально завершилась, хотя на деле отдельные сражения ещё продолжались, так как под контролем Германии ещё оставались некоторые территории с боеспособными войсками, не все из которых согласились подчиниться приказу о капитуляции.

## Состав кабинета
- Гросс-адмирал Карл Дёниц, рейхспрезидент, верховный главнокомандующий вооруженными силами Великогерманского рейха;
- Граф Людвиг Шверин фон Крозиг, премьер-министр, министр иностранных дел и министр финансов;
- Вильгельм Штуккарт, министр внутренних дел и министр науки, воспитания и народного образования;
- Альберт Шпеер, министр экономики и министр военной промышленности;
- Герберт Бакке, министр продовольствия и сельского хозяйства;
- Вернер Науман, министр народного просвещения и пропаганды;
- Отто Тирак, министр юстиции; (7 мая 1945 года его сменил Герберт Клемм);
- Франц Зельдте, министр труда и социальной защиты;
- Юлиус Дорпмюллер, министр путей сообщения и министр почт.
- Вернер Чинч, министр науки, воспитания и народного образования;
- Альфред Йодль, министр без портфеля, начальник штаба оперативного руководства вермахта;
- Пауль Вегенер, шеф гражданского кабинета в ранге имперского статс-секретаря.

Во главе родов войск под руководством Верховного командования вермахта во главе с генерал-фельдмаршалом Вильгельмом Кейтелем встали:
- сухопутные войска — генерал-фельдмаршал Фердинанд Шёрнер;
- военно-воздушные силы (Люфтваффе) — генерал-фельдмаршал Роберт риттер фон Грейм;
- военно-морские силы (Кригсмарине) — генерал-адмирал Ганс-Георг фон Фридебург.

Генерал-полковник Альфред Йодль как начальник Генерального штаба представлял Дёница в переговорах с антигитлеровской коалицией в Реймсе (Франция). Фельдмаршал Вильгельм Кейтель представлял Дёница в переговорах с Красной армией в Берлине.

## Прекращение существования

Три члена Фленсбургского правительства: Альфред Йодль, Альберт Шпеер и Карл Дёниц после их ареста 23 мая 1945

Бывший министр вооружения Альберт Шпеер посчитал, что после капитуляции Германии Фленсбургское правительство должно самораспуститься. Однако Дёниц и другие министры решили продолжить его существование в надежде стать временным правительством послевоенной Германии.
В своей речи о победе британского народа Уинстон Черчилль де-факто признал полномочия Фленсбургского правительства, по крайней мере — до подписания акта о безоговорочной капитуляции, поскольку Черчилль уточнил, что капитуляция была санкционирована «гросс-адмиралом Дёницем, назначенным главой Германского государства». Однако после безоговорочной капитуляции Фленсбургское правительство было низложено и арестовано.
20 мая советское правительство ясно дало понять, что оно думает о Фленсбургском правительстве. Оно обрушилось на администрацию Дёница, называя его просто «бандой Дёница» и подвергнув резкой критике любые идеи о том, чтобы признать за ним какую-либо юридическую силу.
23 мая 1945 года британский офицер связи отправился в штаб-квартиру Дёница во Фленсбурге и попросил дать ему поговорить со всеми членами правительства. Затем он зачитал им приказ генерала Эйзенхауэра о роспуске Фленсбургского правительства и аресте всех его членов.
Вакуум власти, возникший после ареста Фленсбургского правительства, был устранён 5 июня 1945 года, когда представители союзных держав по антигитлеровской коалиции подписали Декларацию о поражении Германии и учреждении на её территории верховной власти администраций союзников.
Таким образом, хотя после 5 июня 1945 года Германия продолжила существовать как единая нация, она была поставлена под полный контроль Союзного Военного Оккупационного Правительства.
На начальном этапе оккупации Германии власть осуществлялась четырьмя державами (СССР, США, Великобритания, Франция) во всех оккупационных зонах через союзный Контрольный совет, который можно считать непосредственным преемником администрации Дёница как правительства Германии.